# Фінал Кубка Іспанії з футболу 1919
Фінал Кубка Іспанії з футболу 1919 — футбольний матч, що відбувся 18 травня 1919 року. У ньому визначився 19-й переможець кубка Іспанії.

## Шлях до фіналу
| Аренас          | Аренас    | Аренас                                  | Раунд      | Барселона     | Барселона | Барселона                |
| --------------- | --------- | --------------------------------------- | ---------- | ------------- | --------- | ------------------------ |
| Суперник        | Результат | Матчі                                   |            | Суперник      | Результат | Матчі                    |
| Расінг (Мадрид) | 11–5      | 8–2 вдома; 0–2 на виїзді; 3–1 на виїзді | 1/4 фіналу | Реал Сосьєдад | 9–1       | 6–0 вдома; 3–1 на виїзді |
| Реал Віго       | 8–1       | 2–0 на виїзді; 6–1 вдома                | 1/2 фіналу | Севілья       | 7–3       | 4–3 вдома; 3–0 на виїзді |

## Подробиці
| 18 травня 1919 |

| Аренас Клуб Гечо                                    | 5:2 дч   | Барселона                    |
| --------------------------------------------------- | -------- | ---------------------------- |
| Сесумага 12', 80', 96' Пенья 116' Ібайбарріага 119' | Протокол | Віньяльс 38' Ландасабаль 55' |

| Мартінес Кампос, Мадрид Арбітр: Хуліан Руете |

|  |  |

|                    |  |                        |  |
|                    |  |                        |  |
| В                  |  | Хосе Марія Хаурегі (к) |  |
| З                  |  | Домінго Кареага        |  |
| З                  |  | Педро Вальяна          |  |
| ПЗ                 |  | Хосе Марія Пенья       |  |
| ПЗ                 |  | Хосе Арруса            |  |
| ПЗ                 |  | Хумерсіндо Уріарте     |  |
| Н                  |  | Флоренсіо Пенья        |  |
| Н                  |  | Педро Бартурен         |  |
| Н                  |  | Фелікс Сесумага        |  |
| Н                  |  | Франсиско Пагаса       |  |
| Н                  |  | Хуан Ібайбарріага      |  |
| Тренер:            |  |                        |  |
| Хосе Марія Хаурегі |  |                        |  |

|               |  |                    |  |
|               |  |                    |  |
| В             |  | Луїс Бру           |  |
| З             |  | Хосеп Коста Фаура  |  |
| З             |  | Едуардо Регера     |  |
| ПЗ            |  | Еусебіо Бланко     |  |
| ПЗ            |  | Агустін Санчо      |  |
| ПЗ            |  | Рамон Торральба    |  |
| Н             |  | Хосе Ландасабаль   |  |
| Н             |  | Пауліно Алькантара |  |
| Н             |  | Вісенте Мартінес   |  |
| Н             |  | Хуан Торена        |  |
| Н             |  | Франсіско Віньяльс |  |
| Тренер:       |  |                    |  |
| Джек Грінвелл |  |                    |  |